# Anders Lindewall
Anders Lindewall (i riksdagen kallad Lindewall i Bärby), född 28 november 1813 i Torstuna församling, Västmanlands län, död 11 februari 1874 i Vänge församling, Uppsala län, var en svensk godsägare i Uppsala län och ledamot av riksdagens andra kammare 1867–1872, invald i Uppsala läns mellersta domsagas valkrets.